# ویسوچکا
ویسوچکا (به صربی: Visočka) یک منطقهٔ مسکونی در صربستان است که در سینیتسا واقع شده‌است. ویسوچکا ۷۴ نفر جمعیت دارد.